# Amb l'aigua al coll (pel·lícula del 1983)
Amb l'aigua al coll (títol original: Up the Creek) és una comèdia cinematogràfica de 1984, dirigida per Robert Butler. Ha estat doblada al català.

## Argument
Bob McGraw, Max, Gonzer, i Irwin són obligats a competir en una carrera de basses col·legial. Competeixen contra la Universitat d'Ivy i els seus estudiants de l'escola preparatòria que, amb l'ajuda d'un alumne d'Ivy anomenat Tozer, planegen preparar paranys per guanyar. Entre els seus adversaris també està l'Institut Militar de Washington, desqualificat pels seus intents de sabotejar les balses d'altres escoles. El Capità Braverman, capdavanter dels militars, fa el mateix amb McGraw perquè ell personalment va escurçar les temptatives de sabotejar altres balses. És tota una aventura riu avall per a la banda Lepetemene.

## Repartiment
- Tim Matheson: Bob McGraw
- Dan Monahan: Max
- Sandy Helberg: Irwin
- Stephen Furst: Gonzer
- Jeff East: Rex Grandall
- James Sikking: Tozer
- Blaine Novak: Capità Braverman
- Mark Andrews: Rocky
- Jesse D. Goins: Brown
- Julia Montgomery: Lisa
- Jennifer Runyon: Heather Merriweather
- Romy Windsor: Corky
- John Hillerman: Dean Burch
- Grant Wilson: Reggie
- Jeana Tomasino: Molly
- Will Bledsoe... Roger van Dyke
- Robert Costanzo... Guàrdia del Campus Charlie
- Ken Gibbel... Guàrdia del Campus

## Banda sonora
1. "Up the Creek" - Cheap Trick
2. "The Heat" - Heart
3. "30 Days in the Hole" - Kick Axe
4. "Great Expectations (You Never Know What to Expert)" - Ian Hunter
5. "Chasin' the Sky" - The Beach Boys
6. "Get Ready Boy" - Shooting Star
7. "Passion in the Dark (One Track Heart)" - Danny Spanos
8. "Take It" - Shooting Star
9. "Two Hearts on the Loose Tonight" - Randy Bishop
10. "Get Ready Boy" - Shooting Star

Hi ha una cançó que se sent en la pel·lícula, però no està inclosa en el disc de la banda sonora: "First Girl President" de Namrac.

## Producció
Aquesta pel·lícula va ser filmada prop de Bend, Oregon.